# Wimveria divergens
Wimveria divergens is een hydroïdpoliep uit de familie Kirchenpaueriidae. De poliep komt uit het geslacht Wimveria. Wimveria divergens werd in 1960 voor het eerst wetenschappelijk beschreven door Naumov. 